# Pickens County (Georgia)
Pickens County is een county in de Amerikaanse staat Georgia.
De county heeft een landoppervlakte van 601 km² en telt 22.983 inwoners (volkstelling 2000). De hoofdplaats is Jasper.

## Bevolkingsontwikkeling

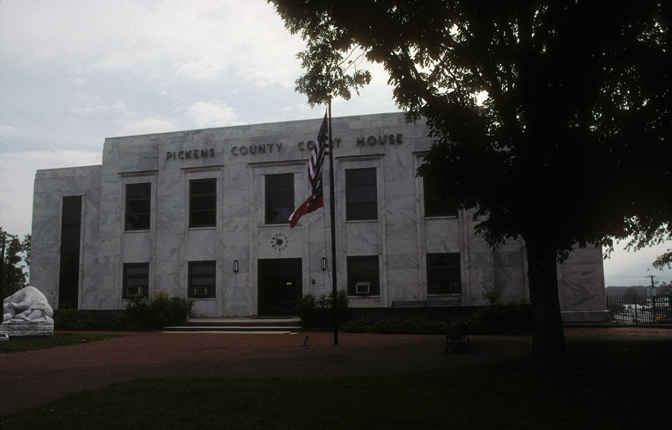
Pickens County Courthouse